# Daphnis et Chloé (film)
Pour les articles homonymes, voir Daphnis et Chloé.
Pour plus de détails, voir Fiche technique et Distribution.
Daphnis et Chloé (grec moderne : Δάφνις και Χλόη, Dáphnis kai Khlói) est un film grec réalisé par Oréstis Láskos et sorti en 1931.
Le film a été tourné le long de la mer à Vouliagmeni, au sud d'Athènes.
Il est parfois considéré comme le premier film européen à contenir des scènes de nu, cependant le film de Georges Méliès, Après le bal, en présentait déjà une en 1897.

## Synopsis
Sur Lesbos, le berger Lamonas découvre un bébé abandonné en train de téter une de ses chèvres. Il le sauve, l'adopte et le prénomme Daphnis. Un autre berger, Dryandas, fait la même chose avec une fillette abandonnée, Chloé. Les deux enfants grandissent côte à côte en toute innocence. Mais, à l'adolescence, le désir vient perturber leur relation. Daphnis est d'abord initié par une femme plus âgée. À son tour, il initie Chloé. Celle-ci est courtisée par le prince de l'île. Daphnis s'interpose violemment quand la cour se fait plus pressante. Il est alors condamné à être fouetté jusqu'à ce que mort s'ensuive. C'est alors qu'on découvre qu'il est le fils de Dionyssiofanis un des archontes de l'île tandis que Chloé est la fille elle aussi d'un autre archonte, Megakli.

## Fiche technique
- Titre : Daphnis et Chloé
- Titre original : Δάφνις και Χλόη (Dáphnis kai Khlói)
- Réalisation : Oréstis Láskos
- Scénario : Oréstis Láskos à partir du Daphnis et Chloé de Longus
- Société de production : Astra Film
- Directeur de la photographie : Dimitris Meravidis
- Montage :
- Direction artistique :
- Costumes :
- Musique : Agis Asteriadis
- Pays d'origine :  Grèce
- Genre : Idylle pastorale
- Format  : noir et blanc, muet
- Durée : 68 minutes
- Dates de sortie : 
  -  Grèce : 27 juin 1931

## Distribution
- Apollon Marsyas (Edison Vichos)
- Loucy Matli
- Timos Vitsoris
- Marika Raftopoulou
- Korina
- Giorgos Lambrakis
- Giorgos Georgiadis
- Kostas Palaiologos
- Vassílis Avlonítis